# گورکن آسیایی
گورکن آسیایی (نام علمی: Meles leucurus) نام یک گونه از زیرخانواده گورکن است.